# L'ultimo Bottone
L'ultimo Bottone (a volte citato anche come L'ultimo bottone) è una farsa di Eduardo De Filippo. Messa in scena per la prima volta il 16 gennaio del 1932 a Napoli al Teatro Kursaal.
L'atto unico racconta dell'ultimo discendente della famiglia Bottone, marchesi di Villafranca, che per evitare di pagare un debito d'onore tenta il suicidio. Salvato da un medico suo amico decidono di fingere una perdita di memoria.
La farsa avrà anche un seguito nell'atto unico Tre mesi dopo.

## Trama
Eduardo Bottone è un nobile decaduto che, oberato di un debito di cinquemila lire con un certo Trapani, tenta il suicidio col gas. A salvarlo è il dottor Pietro Sciarretta, che si trova casualmente in visita presso la sua abitazione. Bottone confessa a Pietro il suo problema e il dottore ha un'idea: Eduardo fingerà di aver perso la memoria, acquistando così un po' di tempo per reperire sufficiente denaro da restituire ai creditori. La notizia dell'amnesia del marchese Bottone viene sparsa in paese e due
lestofanti tentano di approfittarne, spacciandosi per lo zio Giacomo ed il cugino Carlino dall'America, in visita ad Eduardo, ma in realtà a caccia di denaro non sapendo delle condizioni disastrate dell'uomo.
Giulia, fidanzata di Eduardo e ricca possidente, sa di non poter aiutare il suo uomo a causa dell'orgoglio di questi: vedendo i parenti, dona loro diecimila lire chiedendogli di amministrarle, pagando i medicinali per l'amnesia e i primi debiti. Il falso zio circonda di premure Eduardo che, vedendo tanto affetto e
credendolo sincero, inizia a pensare di non essere l'ultimo Bottone e di aver perso realmente la memoria: lo convince ancor più il pagamento di un creditore da parte dello "zio". Pietro è però poco convinto dei due parenti e li interpella, facendo loro capire di aver poco chiara la situazione: i due recepiscono e si allontanano per mangiare mentre giunge Giulia, che rivela a Pietro di essere stata lei a dare i soldi ai due. Entra in scena una guardia per fare una contravvenzione al cameriere che ha gettato dell'acqua fuori da una finestra e Carlino, il falso cugino, credendo sia venuto per smascherarli, rivela la verità addossando la colpa dell'idea a Giacomo.

## Audio
L'archivio Rai conserva una registrazione, probabilmente per un programma radiofonico. 